# Czermnica (dopływ Metuji)
Czermnica czes. Čermenský potok, niem. Tscherbeneyer Bach – potok górski w północno-wschodnich Czechach i południowo-zachodniej Polsce w Sudetach Środkowych, w Górach Stołowych, w woj. dolnośląskim.
Górski potok, lewy dopływ Metuji należący do dorzecza Łaby i zlewiska Morza Północnego. Źródła położone są w Górach Stołowych na obszarze Parku Narodowego Gór Stołowych na wysokości 851 m n.p.m. na rozległej płaszczowinie stoliwa Skalniaka poniżej północnego zbocza Ptasiej Góry na terenie torfowiska "Długie Mokradło", na północny wschód od miejscowości Kudowa-Zdrój.
Potok w górnym biegu wypływając z torfowiska "Długie Mokradło" płynie niewielką dolinką położoną na płaszczowinie stoliwa Skalniaka w kierunku północno-zachodnim, następnie w okolicy Błędnych Skał przecina "Puszczańską Drogę" i ostro skręca na południowy zachód, gdzie wąską doliną o dość stromych zboczach spływa w kierunku miejscowości Czermna. Osiągając wschodnie podnóże wzniesienia "Pstrążna", potok opuszcza obszar Parku Narodowego Gór Stołowych i skręca na zachód. Po kilkuset metrach dopływa do lokalnej drogi Pstrążna – Czermna, którą kilkakrotnie przecina i wzdłuż której, opływając południowe zbocze wzniesienia Duża Dufałka wpływa do miejscowości Czermna, gdzie po trzystu metrach razem z drogą skręca na południe, kierując się w stronę wąskiego przesmyku między Świnim Grzbietem po południowo-wschodniej stronie a zboczem wzniesienia Bluszczowa po południowo-zachodniej stronie. Potok opuszczając przesmyk skręca na południowy zachód i wpływa na niezalesiony obszar Obniżenia Kudowy. Potok opuszczając Czermną kieruje się na zachód w kierunku granicy polsko-czeskiej i wpływa do czeskiej miejscowości Malá Čermná. W czeskiej miejscowości Malá Čermná potok płynie na zachód i ponownie przekracza granicę wpływając na teren Polski. Po przepłynięciu ok. 1200m po raz trzeci przekracza granicę i kieruje się w kierunku Hronova do ujścia, gdzie na południowych obrzeżach miasta wpada do Metuji na poziomie ok. 350 m n.p.m. Otoczenie potoku w większości stanowią lasy rzadziej łąki. Średnia szerokość potoku wynosi 2,5 m a maksymalna głębokość 0,4 m. Koryto potoku kamienisto żwirowe z małymi progami kamiennymi. W środkowej części potoku występują niewielkie kamieniste bystrza.
Zasadniczy kierunek biegu potoku jest południowo-zachodni. Jest to potok górski zbierający wody z południowo-zachodnich zboczy Gór Stołowych. W większości swojego biegu potok jest nieuregulowany, o wartkim prądzie wody, w okresach wzmożonych opadów i wiosennych roztopów stwarza zagrożenie powodziowe. Kilkakrotnie występował z brzegów podmywając przyległe pobocza drogi.
Na terenie Czech wpływa do Brlenki.

## Dopływy
- Kudowski Potok
- kilka strumieni bez nazwy spływających z południowo-zachodnich zboczy Gór Stołowych.

## Miejscowości, przez które przepływa
- Kudowa-Zdrój
- Czermna
- Malá Čermná
- Hronov